# Othmar Kainz
Othmar Kainz (* 12. Mai 1927; † 31. Dezember 2011 in Linz) war ein österreichischer Architekt.

## Leben
Othmar Kainz studierte Architektur. Er war von 1957 bis 1992 Architekt im Baureferat der Diözese Linz und plante in dieser Zeit einige Kirchenneubauten in Oberösterreich – meist zusammen mit Dombaumeister Gottfried Nobl.
Außerdem war Kainz für die Mission in Brasilien (Jequitiba) tätig. Er war Mitglied des Österreichischen Ingenieur- und Architektenvereins.

## Realisierungen

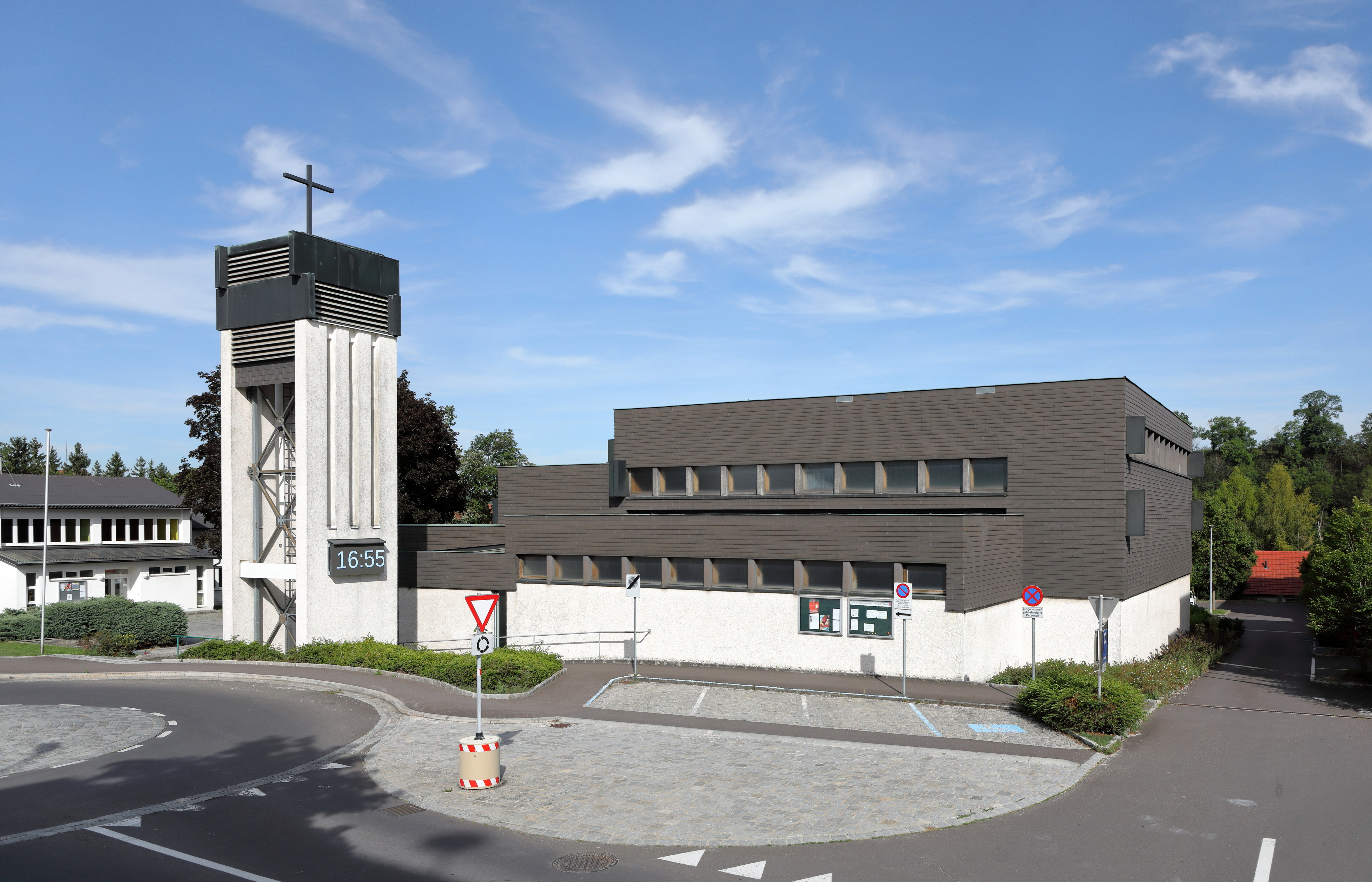
Pfarrkirche hl. Berthold in Neuzeug (1971)

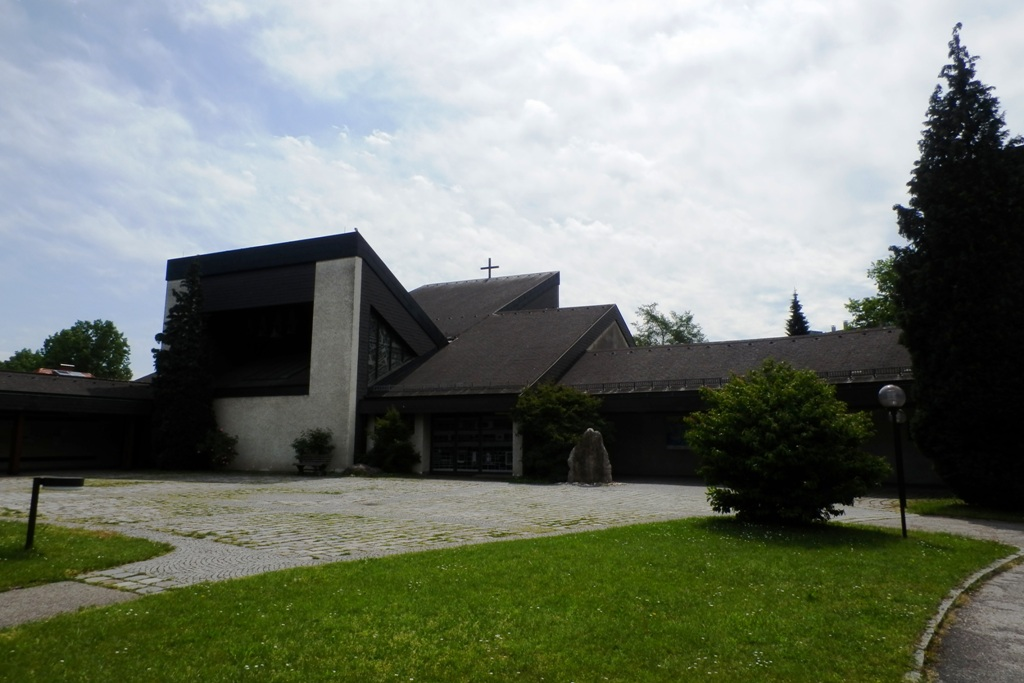
Pfarrkirche Guter Hirte (Linz) (1978)

- 1958–1960 Pfarrkirche St. Konrad (Linz) (mit Gottfried Nobl)
- 1969–1971 Pfarrkirche Sierninghofen-Neuzeug (mit Nobl)
- 1976–1978 Pfarrkirche Guter Hirte (Linz) (mit Nobl)
- 1982–1983 Neue Pfarrkirche Hagenberg im Mühlkreis (mit Nobl)
- 1989 Pfarrkirche Traun-Oedt (mit Nobl)